# Болгатово
Болгатово (рос. Болгатово) — присілок в Опочецькому районі Псковської області Російської Федерації.
Населення становить 245 осіб. Входить до складу муніципального утворення Болгатовська волость.

## Історія
Від 2015 року входить до складу муніципального утворення Болгатовська волость.

## Населення
| 2001 | 2002 | 2010 | 2013 | 2014 | 2015 | 2016 |
| ---- | ---- | ---- | ---- | ---- | ---- | ---- |
| 142  | ↗255 | ↘245 | ↘241 | ↗243 | ↘231 | ↗245 |